# خزری
خَزری (ترکی آذربایجانی: Xəzri) نام یک باد سرد در شمال دریای کاسپین است که در طول سال از سوی شمال شبه‌جزیره آب‌شوران به‌ویژه به سوی باکو می‌وزد. خزری یک باد ساحلی با سرعت زیاد و یکی از بادهای غالب در منطقه است. سرعت خزری گاهی به ۴۰ متر بر ثانیه می‌رسد (۱۴۰ km/h; ۸۹ mph; ۷۸ kn). این باد گاهی به برخی از بخش‌های اقتصادی آسیب می‌رساند؛ با این حال این باد در طول تابستان هوای خنکی را برای منطقه فراهم می‌کند. باد خزری با گیله‌وار مخالف است، گیله‌وار باد گرمی از جنوب است که معمولاً در تمام تابستان احساس می‌شود.